# Edition 52
Die Edition 52 ist ein deutscher Comicverlag, der Ende der 1990er Jahre von Uwe Garske und Thomas Schützinger in Wuppertal gegründet wurde. Benannt ist das Unternehmen nach dem Comicband F-52, der letzten Veröffentlichung des französischen Comiczeichners Yves Chaland.

## Verlagsprogramm
Die Edition 52 publiziert zugleich Werke deutscher und internationaler Zeichner und Autoren, die mit besonderem künstlerischen Anspruch an ihre grafische und literarische Arbeit herangehen. Neben internationalen Comics, meist bekannter Independentkünstler aus den Vereinigten Staaten und Kanada oder dem frankobelgischen Raum, werden parallel auch Werke heimischer Künstler, wie Andreas Eikenroth, Jan-Michael Richter, Piero Masztalerz oder Ulf K. herausgegeben.
In den letzten Jahren wurde vermehrt ein Fokus auf literarische und historische Graphic Novels gelegt. Neben der Graphic Novel Hauptmann Veit von Nofi (Lutz Nosofsky), die zur Zeit der sozialen Protestbewegungen der deutschen Bauernkriege spielt, wurde zudem die deutsche Eigenproduktion Engels – Unternehmer und Revolutionär von Christoph Heuer, Fabian W.W. Mauruschat und Uwe Garske über das Leben und Werk des Wuppertaler Philosophen und Revolutionärs Friedrich Engels publiziert. Die 2019 veröffentlichte Comic-Adaption von Georg Büchners Woyzeck durch den Gießener Künstler Andreas Eikenroth wurde positiv rezipiert. Sie reiht sich in den Kontext der Publikationen sozialkritischer Literatur in Comicform ein, zu dem insbesondere die Comic-Werke des französischen Comic-Künstlers Baru (Hervé Barulea) zählen. Seine neue Comic Trilogie Bella Ciao aus 2021 hat Migration am Beispiel italienischer Arbeiter in Frankreich seit dem 19. Jahrhundert zum Sujet.
Weitere inhaltliche Ausrichtungen des Verlags sind, neben den gesellschaftskritischen Themen, Comic-Werke aus dem Bereich der Science-Fiction und Phantastik, zum Beispiel die Science-Fiction Reihe Rocco Vargas (Daniel Torres) sowie ausgewählte Cartoons. Hierzu zählen etwa der Ruhrgebiets-Zeichner Jamiri sowie Bernd Nettmann und Piero Masztalerz. Eine herausragende Veröffentlichung komischer Kunst bildet die Anthologie Engelsgesichter, die 2020 vom Wuppertaler Cartoonisten André Poloczek zum 200. Geburtstag von Friedrich Engels herausgegeben wurde.
Zu den ausländischen Comicschaffenden im Programm des Verlages gehören vermehrt nordamerikanische Künstler, wie Joe Matt, Rich Koslowski oder speziell die Kanadier Seth, Jeff Lemire und Michel Rabagliati sowie südeuropäische Zeichner und Autoren, Daniel Torres oder der französische Autor Baru.
Neben den üblichen Einzelpublikationen veröffentlichte die Edition 52 einige Jahre lang auch Publikationen anderer Künstlergruppen oder unterstützte die Arbeit kleiner Labels. Dazu gehören beispielsweise die Comics des auf Horrorgeschichten spezialisierten Projekts Unheimlich der Autoren Miguel E. Riveros und Alexander Fechner und die renommierte Berliner Comicanthologie Epidermophytie.

## Veröffentlichungen (Auswahl)
- Baru: Bella Ciao (Uno). 2021, 136 Seiten, Hardcover, farbig, ISBN 978-3-948755-04-1.
- Baru, Jean Vautrin: Bleierne Hitze. 2013, 116 Seiten, Softcover, farbig, ISBN 978-3-935229-88-3.
- Piero Masztalerz: Mit dir ist alles Super. 2019, 128 Seiten, Softcover, farbig, ISBN 978-3-935229-78-4.
- Andreas Eikenroth: Woyzeck. 2020, 64 Seiten, Hardcover, ISBN 978-3-935229-39-5.
- Jamiri: Gödel Escher Gott. 2020, 56 Seiten, Hardcover, farbig, ISBN 978-3-948755-02-7.
- Wäscher – Pionier der Comics. 2009, 60 Seiten, Softcover, ISBN 978-3-935229-74-6.
- Hugh! Winnetou – Hommage an Karl May und Helmut Nickel. 2011, 100 Seiten, Softcover, ISBN 978-3-935229-68-5.
- Christoph Heuer, Fabian W. W. Mauruschat, Uwe Garske: Engels – Unternehmer und Revolutionär. 2020, 156 Seiten, Softcover, farbig, ISBN 978-3-948755-49-2.
- André Poloczek (Hrsg.): Engels-Gesichter. 2019, 120 Seiten, Hardcover, farbig, ISBN 978-3-935229-45-6.
- Seth: Eigentlich ist das Leben schön. 2004, 176 Seiten, Softcover, ISBN 3-935229-25-9.